# Lampyre
Lampyris noctiluca
Espèce
Le lampyre, Lampyris noctiluca, communément appelé ver luisant, est une espèce d’insectes coléoptères de la famille des Lampyridae, de la sous-famille des Lampyrinae. Le mot vient du latin lampyris, qui vient lui-même du grec λαμπυρίς, dérivé du verbe grec λάμπειν, « briller ». Il s'apparente aux lucioles (du genre Luciola, sous-famille des Luciolinae). Malgré son nom de ver luisant, le lampyre n'est pas un ver, mais bien un coléoptère.

## Description
Ce sont les femelles du lampyre que l'on trouve très facilement, les nuits d'été, grâce à leur postérieur lumineux. Elles mesurent de 1,5 à 3 cm. Leur corps est ovale, segmenté, mou et aplati, dans les tons bruns. C'est à cet aspect larvaire que l'on doit l'appellation de « ver » luisant.

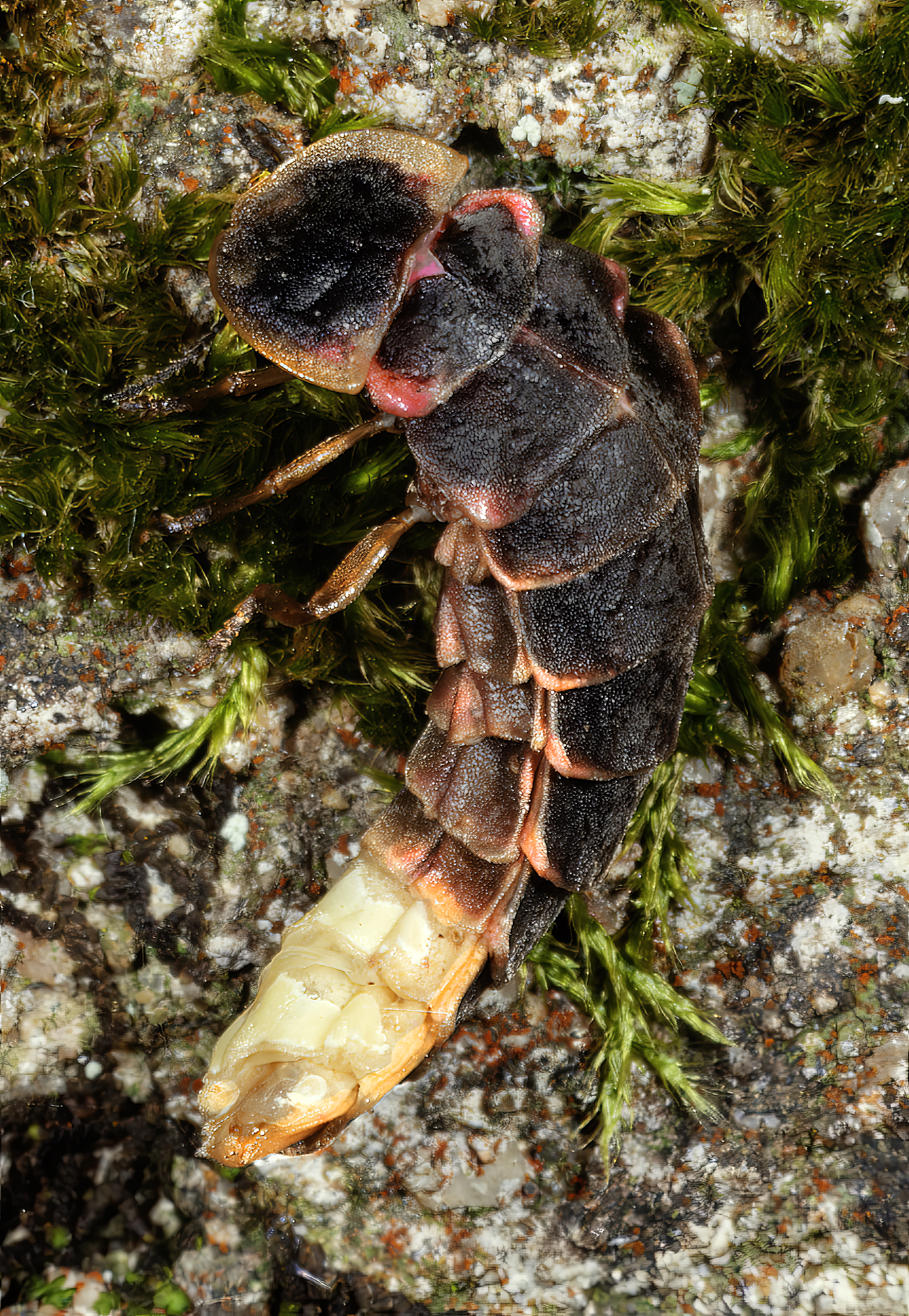
Une femelle lampyre.
- Vidéo d'une larve de lampyre.

Les femelles du lampyre (ver luisant) gardent donc adultes une forme de larve : on peut parler de néoténie (ou de pédogenèse) puisqu'elles se reproduisent alors qu'elles conservent des caractéristiques juvéniles. Les femelles adultes diffèrent des larves par l'absence de taches jaune-orangé, latérales, sur la face dorsale des segments.

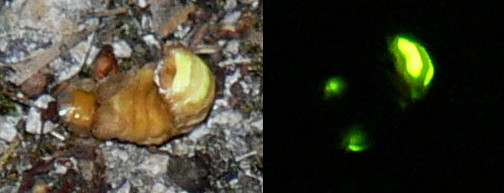
Lampyre femelle. À droite, le même insecte sans éclairage artificiel.
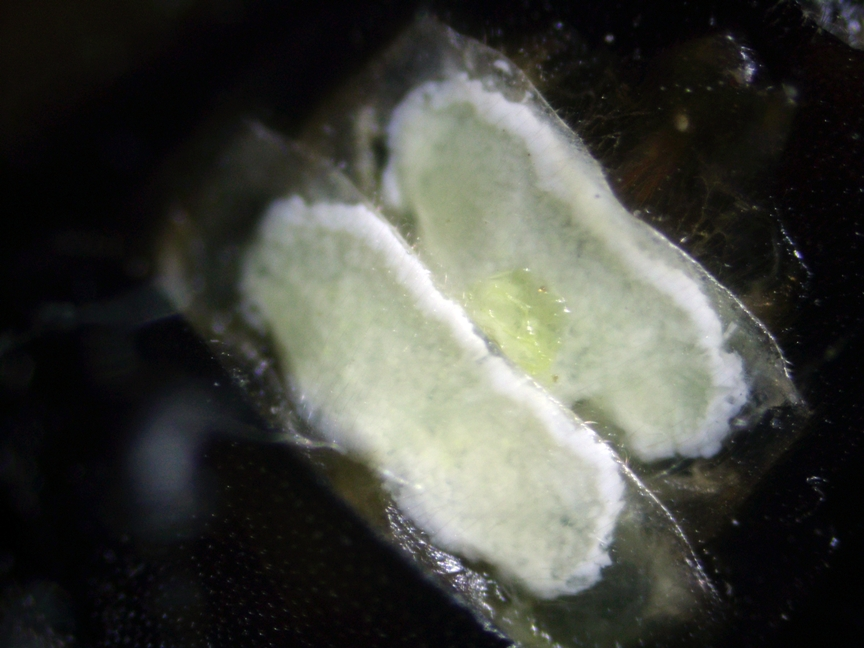
Organe lumineux d'un lampyre femelle.

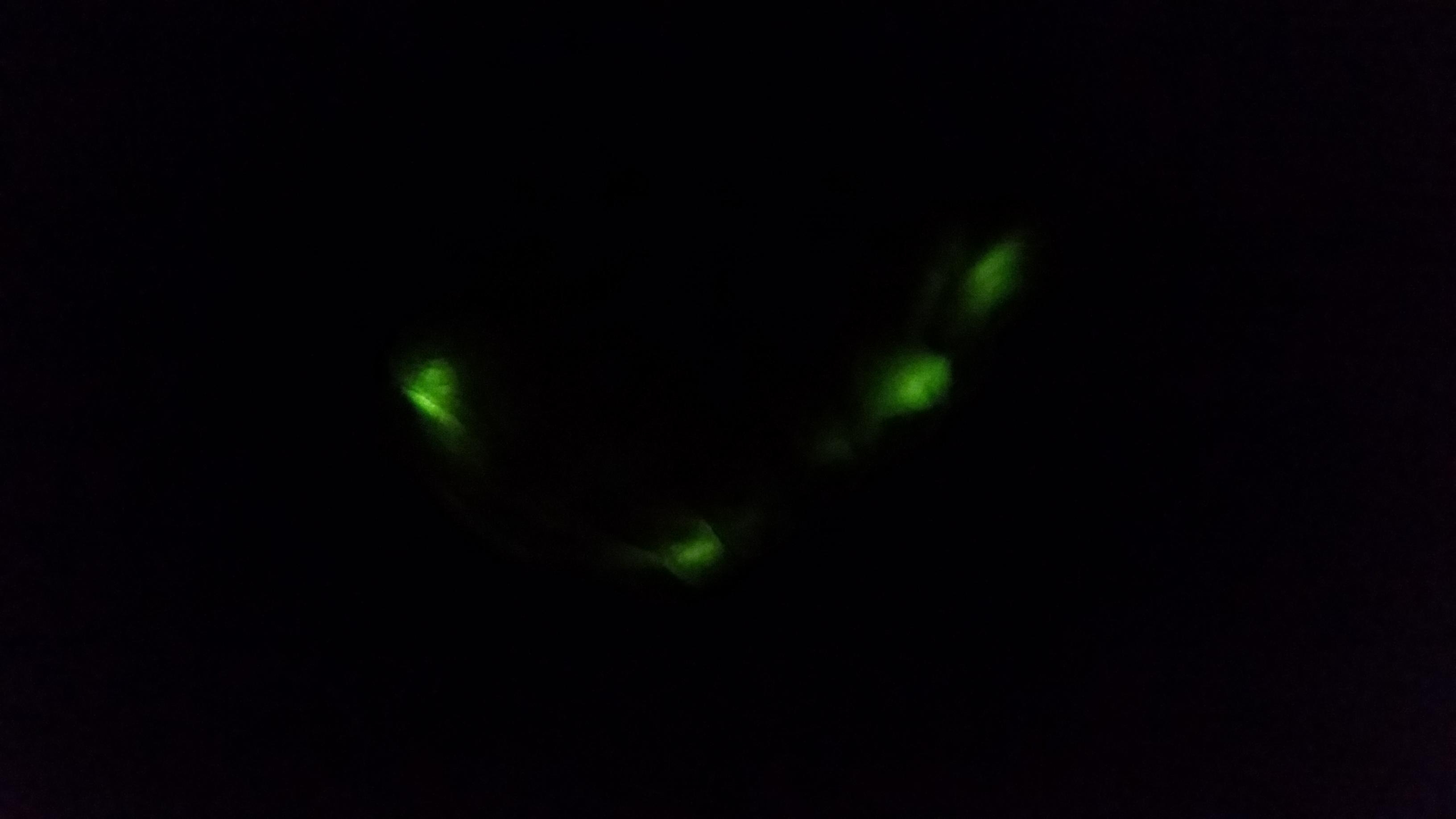
On distingue ici quatre zones lumineuses.
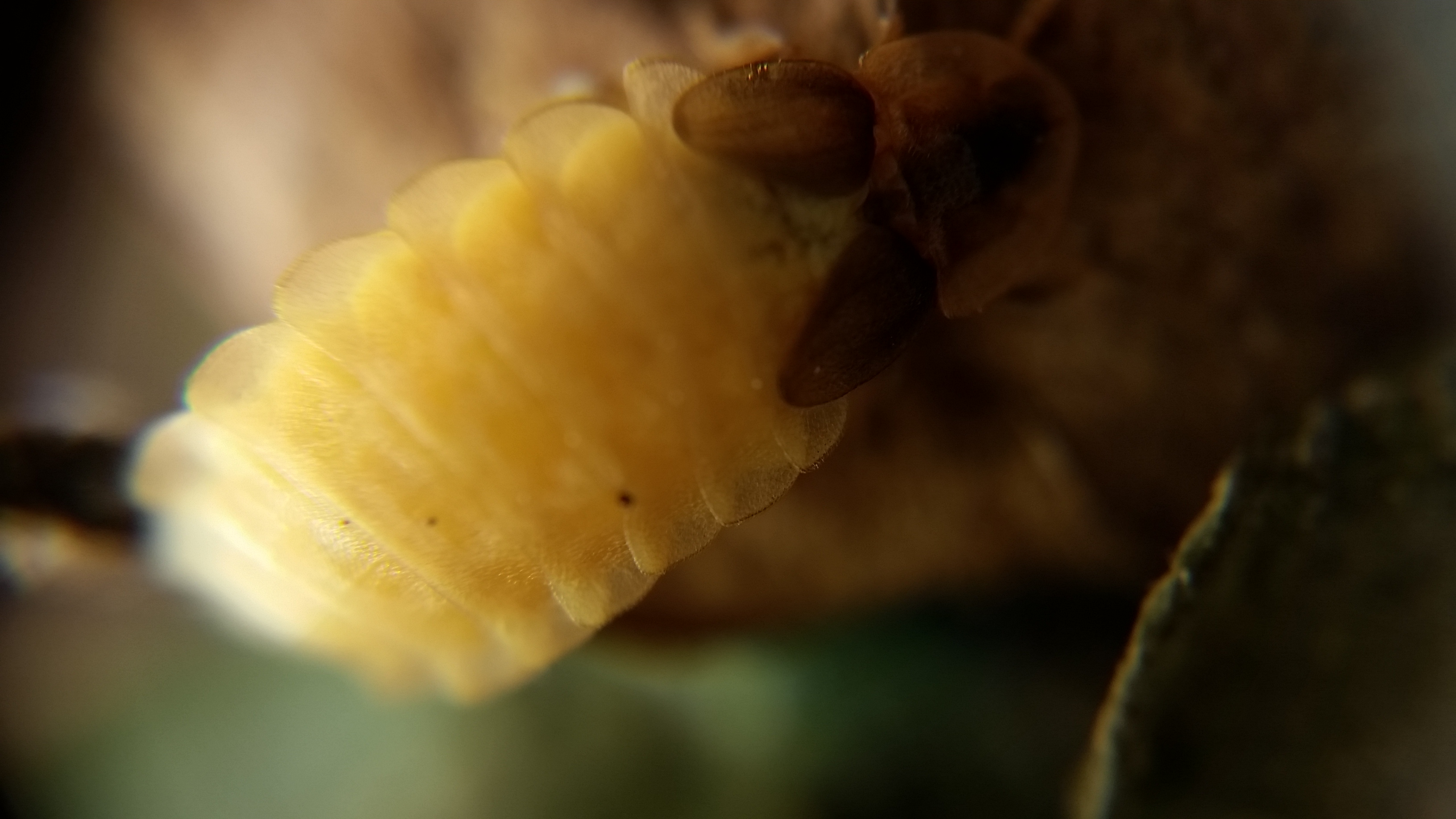
Le coléoptère de gauche, avec éclairage artificiel.

Le lampyre a la faculté d’émettre de la lumière par la partie terminale de son abdomen (seul le dernier segment est lumineux chez les larves et les mâles, alors que la femelle, beaucoup plus lumineuse, émet aussi par la face ventrale des deux avant-derniers segments). Les œufs eux-mêmes sont lumineux. Ce phénomène est dû à un effet de bioluminescence. Cette manifestation prend forme lors d’une forte concentration de luciférine et de luciférase dans les cellules. Lorsque l’on mélange la luciférine avec de la luciférase, cela produit une lumière verdâtre (elle peut être bleue, jaune ou rouge dans d'autres espèces). Cette réaction biochimique est très particulière car elle produit seulement 5 % de chaleur et 95 % de lumière. Ce phénomène est aussi observé chez certains poissons.
Les femelles aptères émettent cette lumière pour attirer les mâles qui, eux, sont pourvus d'ailes, et donc plus mobiles.
Dans les régions densément peuplées par l'homme, la pollution lumineuse nocturne semble être un des facteurs de diminution des populations de lampyres, en empêchant les mâles de trouver les femelles.

## Alimentation

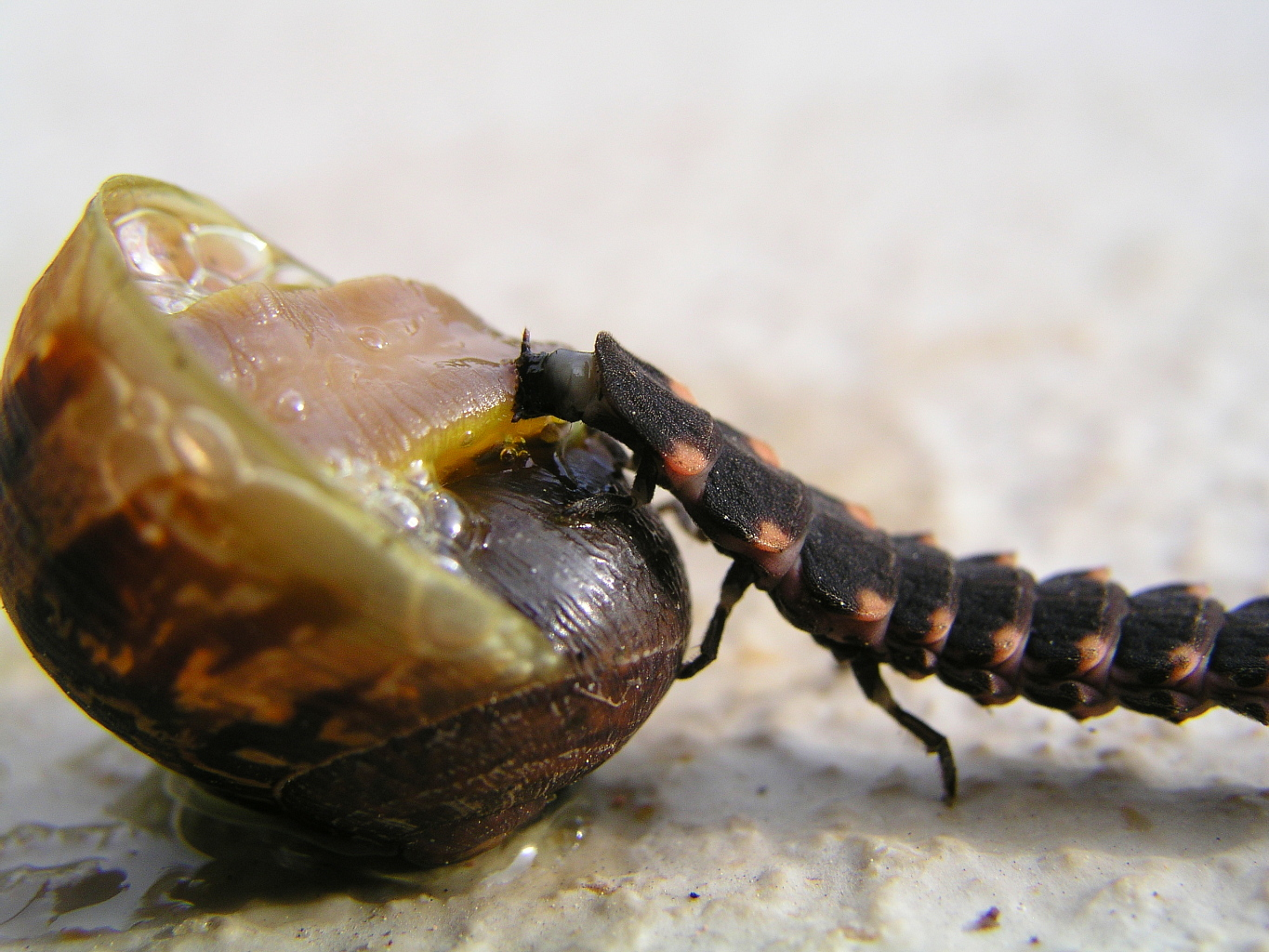
La larve du ver luisant se nourrit d'escargots qu'elle paralyse.

Les larves sont prédatrices. Elles se nourrissent avant tout d'escargots et de limaces (et peut-être aussi de petits vers, d’autres larves ou d’insectes), qu'elles paralysent en leur injectant un venin. Puis elles liquéfient leurs proies au moyen d'enzymes digestives avant de les ingurgiter.
Les adultes ne se nourrissent que très peu voire pas, survivant principalement grâce aux réserves accumulées à l'état larvaire, et se laissent mourir après la reproduction (sémelparité).

## Reproduction

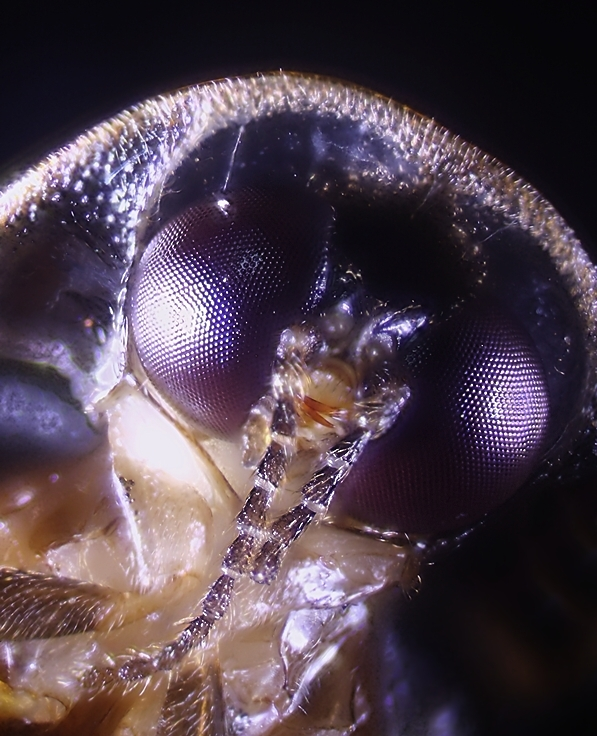
Les yeux du mâle, sensibles à de faibles intensités lumineuses sont situés sous la tête, proches l'un de l'autre et protégés du soleil.

Contrairement à la plupart des insectes qui utilisent comme signaux sexuels des phéromones ou des sons, le lampyre (comme les Lucioles) utilise la lumière.
La femelle dresse son abdomen dont elle contrôle l'intensité lumineuse.
Le mâle a des yeux hypertrophiés, et le pronotum qui recouvre sa tête, joue sans doute un rôle de réflecteur. Il est sensible à la lumière mais aussi au dessin qu'elle forme sur l'abdomen de la femelle.
Une fois rejointe par le mâle, la femelle diminue son émission lumineuse lors de la copulation.
La ponte a lieu sur une plante ou sur le sol. Les larves s'enterrent pour la saison froide et ressortent au printemps.

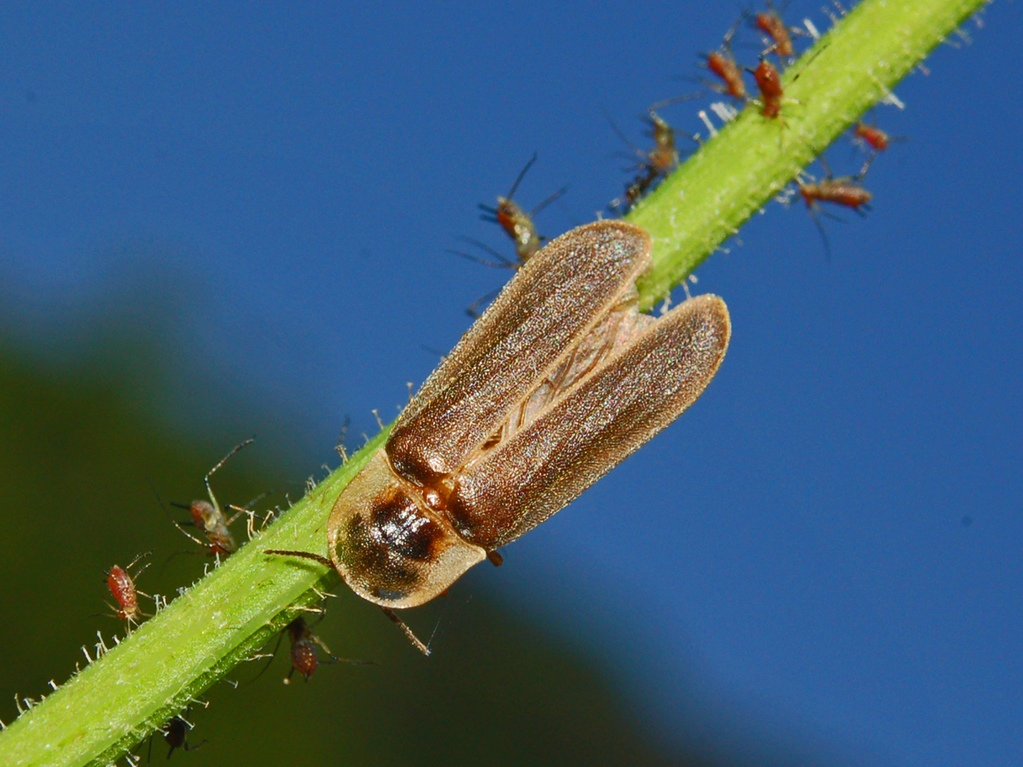
Un mâle.
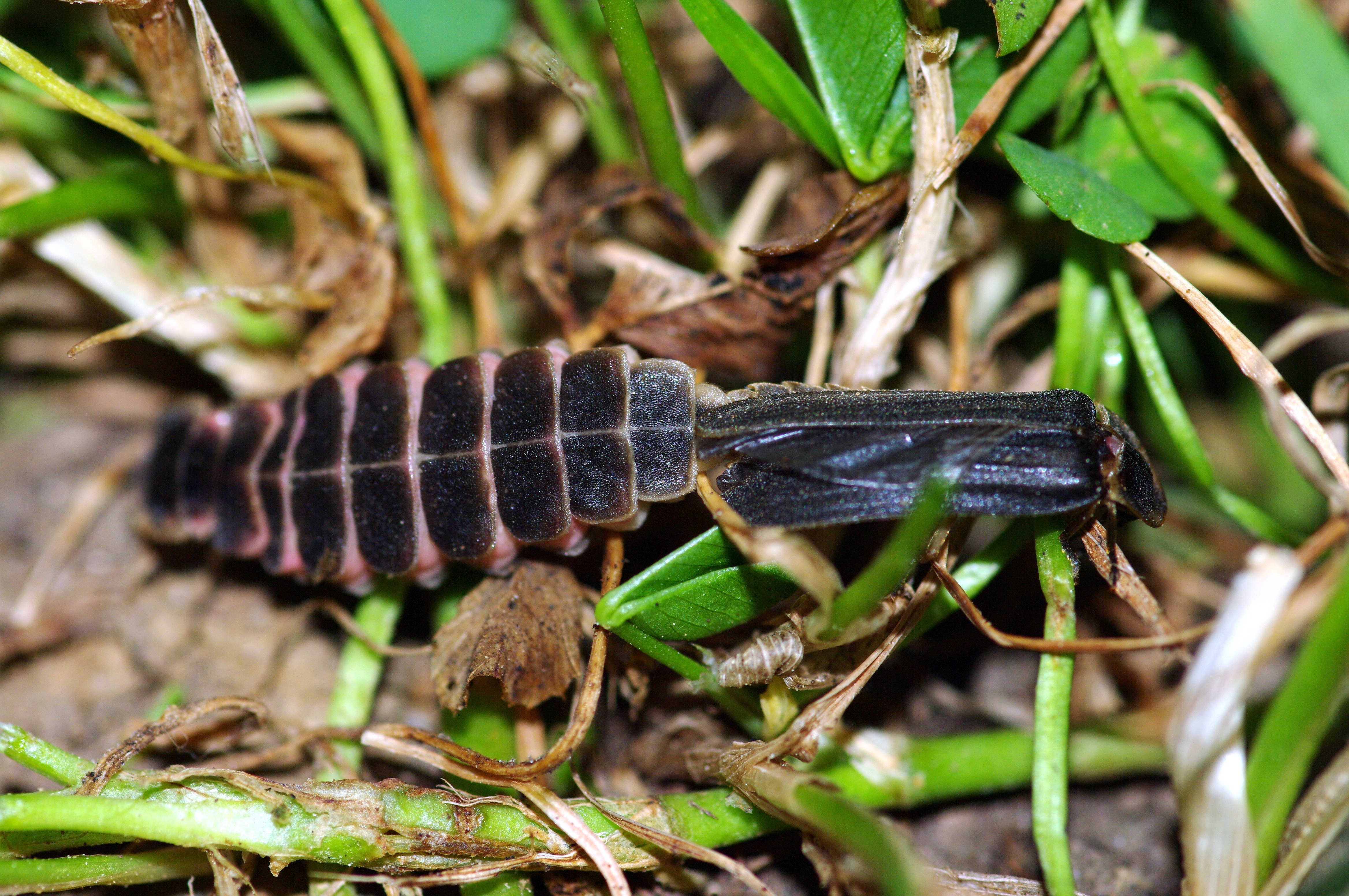
Un accouplement.

## Niche écologique

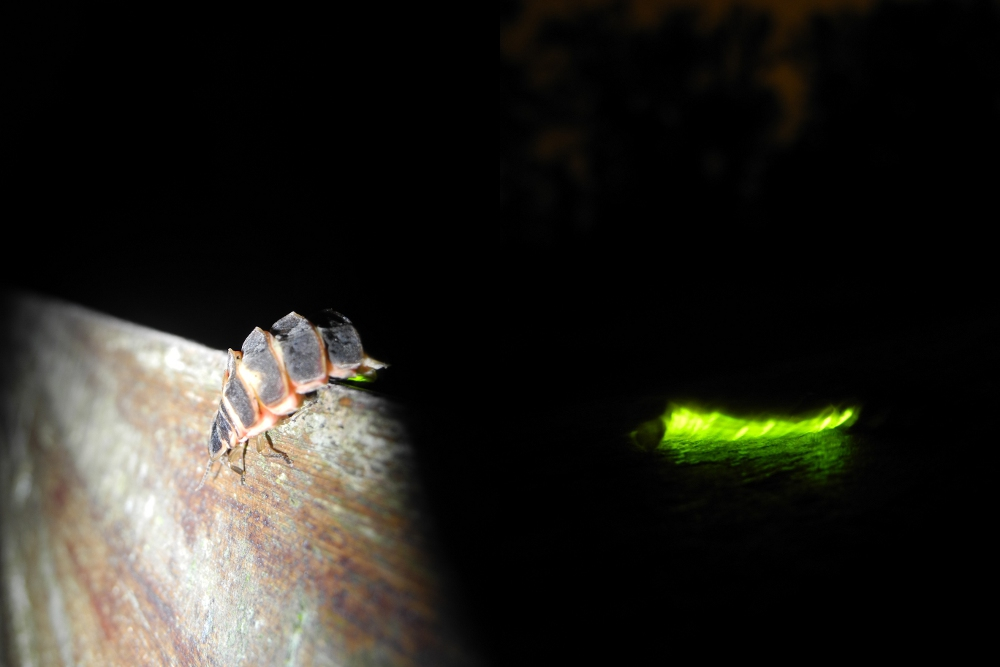
Photo prise en juin dans l'hémisphère nord.

Les Lampyres vivent principalement dans les herbes hautes et les petits buissons. On repère facilement les femelles grâce à l'émission de leurs lumières.
Leurs larves dites (comme les femelles), « vers luisants », vivent dans les forêts, les bocages, les landes, les ripisylves, souvent cachées le jour sous les tapis de feuilles mortes où elles recherchent leurs proies.
On en trouve en Europe, du Portugal à la Suède, en Asie, en Amérique et en Afrique du nord.
Les vers luisants semblent peu appréciés des prédateurs.
Leurs ennemis sont, outre la pollution lumineuse, les insecticides et hélicides, et le gyrobroyage.

## Sciences participatives
Les lampyres, ou vers luisants, font l'objet de recherches importantes dans beaucoup de pays européens. Il s'agit de mieux comprendre les raisons de l'apparente régression de leur population. Comme dans d'autres pays européens, un programme de science participative français fédère en 2018 plus de 15 000 bénévoles en France (à 53 % grand public, 34 % naturalistes amateurs et professionnels de la nature pour 13 %), permettant à chacun de signaler s'il voit ou non des vers luisants dans son jardin. Il est ainsi possible d'aider les chercheurs du CNRS et du Groupe Associatif Estuaire dans leur étude. En 2018, les premiers résultats montrent que les lampyres ont très fortement reculé ou disparu des départements du nord de la France. C'est dans le Morvan et le Massif central que les vers luisants survivent le mieux. Dans les jardins, les granulés anti-limace semblent souvent associés à leur disparition ou recul (risque d'absence doublé en présence de tels granulés), mais à ce jour les petites lampes solaires ne semblent pas en cause (sous réserve qu'on ne soit pas en situation de piège écologique ?). Une opération nationale Nuit des vers luisants est lancée. 
Ce travail a aussi permis de repérer localement quelques populations de 
- Luciola lusitanica (dans l'extrême sud-est)
- Lamprohiza splendidula (dans l'extrême est du pays )

### Poésie
- Luiz-Manuel, Un lampyre en hiver, Samizdat, Genève, 2010, 72 p.,  (ISBN 2-940188-50-5)